# Accidente del transbordador espacial Challenger
El accidente del transbordador espacial Challenger se produjo el martes 28 de enero de 1986 a las 16:39:13 UTC, cuando el transbordador espacial Challenger (misión STS-51-L) se desintegró 73 segundos tras el lanzamiento, provocando la muerte de los siete miembros de la tripulación —Francis Scobee, Michael J. Smith, Ronald McNair, Ellison Onizuka, Gregory Jarvis, Judith Resnik y Christa McAuliffe—. La nave se desintegró sobre el océano Atlántico, frente a la costa del centro de Florida (Estados Unidos) a las 11:38 EST (16:38 UTC). Ha sido calificado como el accidente más grave en la conquista del espacio.
La desintegración del vehículo comenzó después de que una junta tórica de su cohete acelerador sólido (SRB) derecho fallara durante el despegue. El fallo de la junta causó la apertura de una brecha, permitiendo que el gas caliente presurizado del interior del motor del cohete sólido saliera al exterior y contactara con la estructura adyacente de conexión con el SRB y el tanque externo de combustible. Esto provocó la separación de la conexión posterior del SRB derecho y el fallo estructural del depósito externo. Las fuerzas aerodinámicas destruyeron rápidamente el orbitador.
El compartimiento de la tripulación y otros fragmentos de la nave fueron recuperados del fondo del océano después de una larga operación de búsqueda y rescate. Aunque no se conoce el momento exacto en que murieron los miembros de la tripulación, se sabe que algunos sobrevivieron a la ruptura inicial de la nave. Sin embargo, el transbordador carecía de dispositivo de salida de emergencia y los astronautas no sobrevivieron al impacto del transbordador contra la superficie del océano.
El accidente produjo la paralización de los vuelos durante treinta y dos meses y la formación de la Comisión Rogers, una comisión especial nombrada por el presidente de los Estados Unidos Ronald Reagan. La comisión determinó que la cultura organizacional de la NASA y el sistema de toma de decisiones habían contribuido sustancialmente al accidente. Desde 1977, los directores de la NASA tenían conocimiento de que el diseño de los cohetes aceleradores sólidos del contratista Morton Thiokol tenía un defecto potencialmente catastrófico en las juntas tóricas, pero no lo habían resuelto adecuadamente. También ignoraron las advertencias de los ingenieros sobre los peligros en el lanzamiento provocados por las frías temperaturas de aquella mañana y no habían informado adecuadamente a sus superiores de estas preocupaciones. La Comisión Rogers hizo nueve recomendaciones a la NASA que debía poner en práctica antes de continuar con los vuelos de transbordadores.
Aproximadamente el 17 % de los estadounidenses fue testigo del lanzamiento en directo debido a la presencia en la tripulación de Christa McAuliffe, la primera maestra en el espacio y miembro del Proyecto Teacher in Space. La cobertura de los medios de comunicación sobre el accidente fue extensa: un estudio reveló que el 85 % de los estadounidenses interrogados había oído las noticias durante la hora posterior al accidente. El siniestro del Challenger ha sido utilizado como caso de estudio en muchas discusiones sobre ética y seguridad en ingeniería.

## Objetivos de la misión

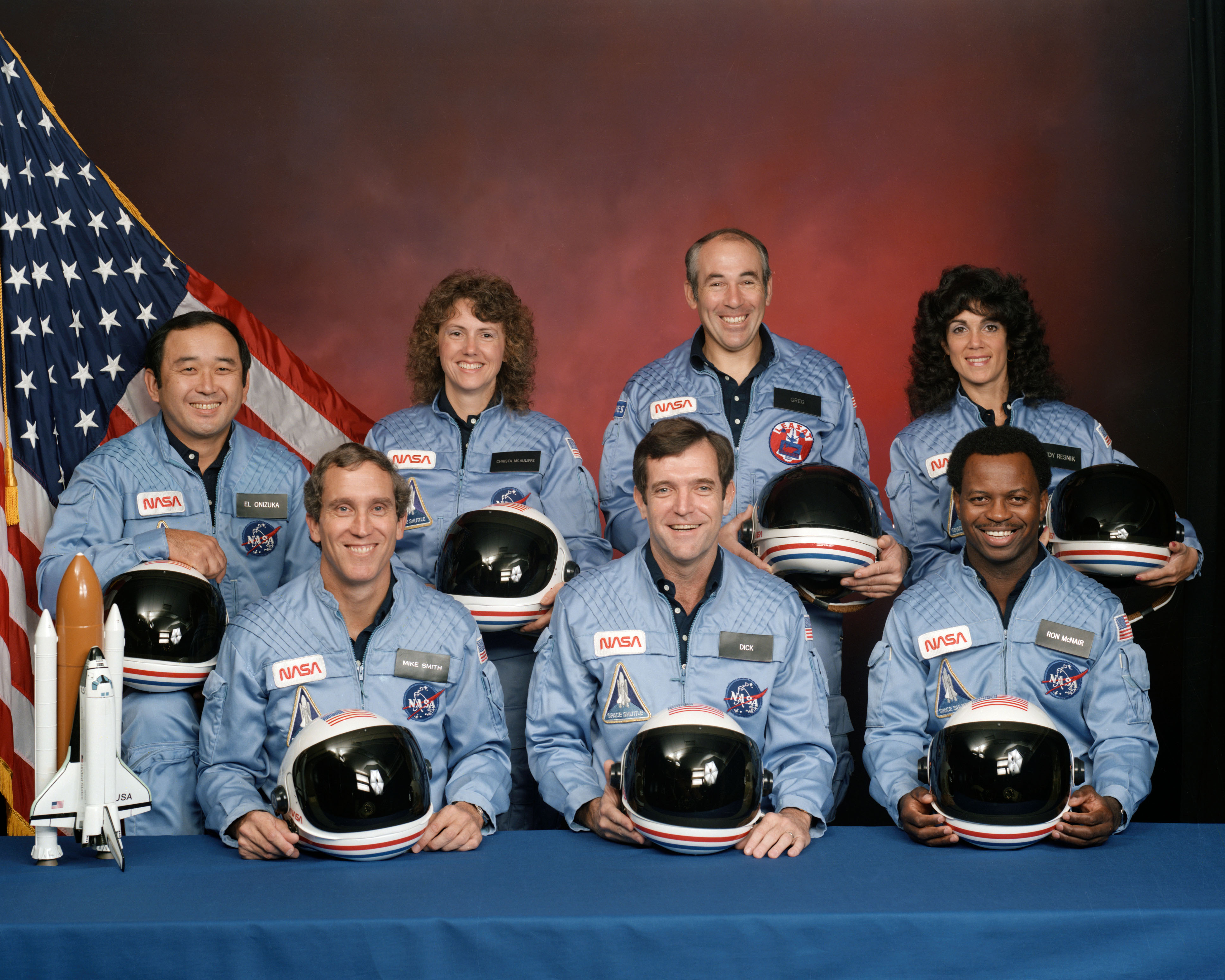
Tripulación del STS-51-L: (fila de delante) Michael J. Smith, Francis Scobee, Ronald McNair; (fila trasera) Ellison Onizuka, Christa McAuliffe, Gregory Jarvis, Judith Resnik.

La misión, cuya numeración era STS-51-L, tenía como principal objetivo la puesta en órbita de los satélites TDRS-B y SPARTAN-Halley. Los satélites TDRS (Tracking and Data Relay Satellite System) son satélites de comunicaciones estadounidenses que tienen como misión establecer comunicación entre los controladores de tierra y otros satélites en órbita. Se diseñaron especialmente para el programa espacial tripulado y los satélites militares. El Challenger debía haber llevado el segundo TDRS a órbita.
Por su parte, el SPARTAN (Shuttle Point Autonomous Research Tool for Astronomy) era una plataforma astronómica que liberaban en órbita los transbordadores y que efectuaba observaciones astronómicas durante algunos días. Posteriormente, el transbordador recuperaba la plataforma y regresaba a la Tierra. En esta misión, la SPARTAN tenía como uno de sus objetivos el estudio del cometa Halley, que en aquel entonces se encontraba cerca del perihelio.
El Challenger tenía previsto aterrizar el 3 de febrero de 1986.

## Preocupación por las juntas tóricas

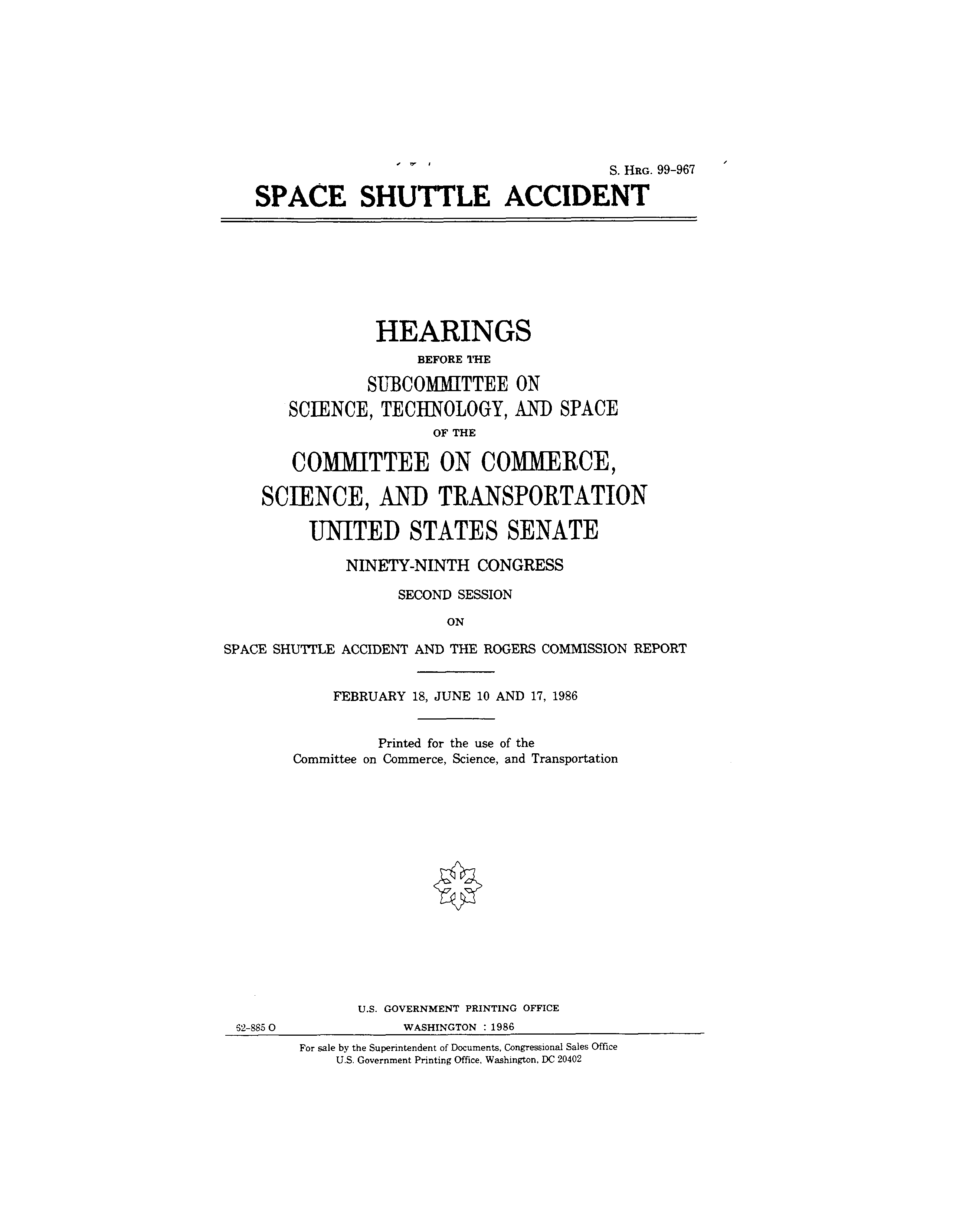
Portada del informe de la Comisión Rogers

Cada uno de los dos cohetes de combustible sólido del transbordador espacial (SRBs) que formaban parte del Sistema de Transporte Espacial se construía en siete secciones, seis de las cuales se unieron de a dos de fábrica de forma permanente. Para cada vuelo, se unían los cuatro segmentos resultantes en el Edificio de ensamblaje de vehículos (Vehicle Assembly Building) en el Centro Espacial Kennedy (KSC), con tres uniones de campo. De fábrica, se sellaban las uniones con aislamiento de amianto-sílice aplicado sobre la juntura, mientras que cada conjunto de campo se sellaba con dos juntas tóricas de caucho. Después de la destrucción del Challenger, se aumentó a tres el número de juntas tóricas por conjunto de campo. Se requería que los sellos de todas las juntas del SRB contuvieran los gases de alta presión calientes producidos por la quema de combustible sólido en el interior, forzándolos así fuera de la tobera en el extremo posterior de cada cohete.
Durante el proceso de diseño del transbordador espacial, un reporte de septiembre de 1971 de McDonnell Douglas examinó el historial de seguridad de los cohetes sólidos. Si bien era posible un aborto seguro ante la mayoría de los tipos de fallas, uno era especialmente peligroso: una brecha por quemado de la carcasa del cohete causada por los gases ardientes. El informe indicó que "si la brecha ocurre adyacente al tanque [de hidrógeno/oxígeno líquido] o al vehículo orbital, puede que la detección oportuna no sea viable y que no sea posible el aborto", presagiando con precisión el accidente del Challenger. Morton Thiokol fue el contratista responsable de la construcción y mantenimiento de los SRB del transbordador. Como estuvo originalmente diseñado por Thiokol, se suponía que las juntas tóricas en los SRB se cerraban más firmemente debido a las fuerzas generadas por el encendido, pero, en una prueba de 1977, se mostró que cuando se utilizaba agua a presión para simular los efectos de la combustión del cohete, se doblaban las piezas de metal, distanciándose una de la otra, abriendo así una brecha por la cual se pueden escapar los gases. Este fenómeno, conocido como "rotación de la juntura", provocó una caída momentánea de la presión del aire. Esto hizo posible que los gases de combustión erosionasen las juntas tóricas. En el caso de erosión extendida, se podía desarrollar un camino para la llama, provocando la rotura de la juntura, que destruiría el cohete sólido y el transbordador.
En repetidas ocasiones, los ingenieros del Centro Marshall de vuelos espaciales le escribieron al director del proyecto del SRB, George Hardy, sugiriendo que el diseño conjunto de Thiokol era inaceptable. Por ejemplo, un ingeniero sugirió que la rotación de la juntura haría inútil la junta tórica secundaria, pero Hardy no remitió estos memorándums de Thiokol, y para el vuelo en 1980 se aceptaron las juntas tóricas.
Ya en la segunda misión del transbordador espacial, la STS-2, que fue realizada por el Columbia, se presentaba evidencia de una grave erosión en la junta tórica. En contra de los reglamentos de la NASA, el Centro Marshall no informó de este problema a la alta dirección en la NASA, sino que optó por mantener el problema dentro de sus canales de notificación con Thiokol. Incluso después de que las juntas tóricas fueran reclasificadas como "criticidad 1" —lo que significa que su fracaso se traduciría en la destrucción del orbitador— nadie en Marshall sugirió que los transbordadores se mantuvieran en tierra hasta que pudiera solucionarse la falla. Durante la investigación, Sally Ride le dijo al Dr. Richard Feynman que las juntas tóricas no fueron probadas por debajo de 50 °C.
En 1985, Marshall y Thiokol comprendieron que tenían un problema potencialmente catastrófico en sus manos. Comenzaron el proceso de rediseño de la juntura con tres pulgadas (76 mm) de acero adicional alrededor de la lengüeta. Esta lengüeta haría agarre en la cara interior de la juntura y evitaría que girase. No pidieron que se suspendieran los vuelos de transbordadores hasta que las juntas pudiesen ser rediseñadas, sino que trataron el problema como un riesgo de fuga aceptable. Por ejemplo, Lawrence Mulloy, gerente de Marshall para el proyecto SRB desde 1982, emitió y renunció a las limitaciones de lanzamiento de seis vuelos consecutivos. Incluso Thiokol llegó a convencer a la NASA de declarar "cerrado" el problema de la junta tórica. Más tarde, Donald Kutyna, miembro de la Comisión Rogers, comparó esta situación con una aerolínea que permite que uno de sus aviones siga volando a pesar de existir evidencia de que una de sus alas estaba a punto de caerse.

## Condiciones prelanzamiento

### Retrasos
Originalmente se había previsto lanzar el Challenger desde el Centro Espacial Kennedy de Florida a las 14:42 hora del este (EST) del día 22 de enero. Sin embargo, los retrasos de la misión anterior STS-61-C hicieron que la fecha de lanzamiento fuera postergada al 23 de enero, y más tarde al 24 de enero. Entonces, el lanzamiento fue cambiado al 25 de enero debido al mal tiempo en el punto de aterrizaje transatlántico de aborto (TAL) de Dakar (Senegal). La NASA decidió utilizar Casablanca como punto TAL, pero como no estaba equipada para aterrizajes nocturnos, se tuvo que fijar el lanzamiento en Florida por la mañana. Las predicciones del tiempo inaceptables en el Centro Espacial Kennedy (KSC) provocaron que el lanzamiento fuera programado para las 9:37 EST del 27 de enero. 
El lanzamiento fue retrasado al día siguiente debido a problemas con la escotilla de acceso exterior. Primero falló uno de los indicadores que servían para comprobar el correcto cierre de la escotilla. Después, un perno caído impidió que el personal retirara una fijación de cierre de la escotilla del orbitador. Cuando finalmente se consiguió apretar la fijación, los vientos laterales presentes en la pista de aterrizaje de los transbordadores ya superaban los límites permitidos por el protocolo de aborto de retorno al punto de lanzamiento (RTLS). La tripulación esperó que el viento amainara hasta que la ventana de lanzamiento llegó a su fin, lo que obligó a cancelar de nuevo el lanzamiento.

### Llamada de conferencia de Thiokol y de la NASA
Para el 28 de enero se pronosticaba una mañana inusualmente fría, con temperaturas cercanas a 1 °C, la temperatura mínima permitida para un lanzamiento. Las temperaturas bajas habían suscitado la preocupación de los ingenieros de Thiokol. En una teleconferencia realizada en la tarde del 27 de enero, los ingenieros y directores de Thiokol trataron el tema de las condiciones meteorológicas con directores de la NASA del Centro Espacial Kennedy y el Centro de Vuelo Espacial Marshall. Varios ingenieros (sobre todo Roger Boisjoly) re-expresaron su preocupación por el efecto de las bajas temperaturas sobre la capacidad de resistencia de las juntas tóricas de goma que sellan las juntas de los SRB, y recomendaron posponer el lanzamiento. Afirmaban que no tenían suficientes datos para determinar si las juntas se sellarían correctamente si estuviesen más frías que 53 °F (12 °C). Esta era una consideración importante, ya que las juntas tóricas de los SRB habían sido designadas como un componente de "criticidad 1", lo que significa que no había ningún componente auxiliar; si fallaran tanto las juntas tóricas primarias como secundarias, su fracaso destruirían también al orbitador y a su tripulación.
Inicialmente, Thiokol apoyaba la recomendación de sus ingenieros de posponer el lanzamiento, pero el personal de la NASA se opuso a una demora. Durante la conferencia telefónica, Hardy le dijo a Thiokol, "Estoy horrorizado. Estoy consternado por su recomendación". Mulloy dijo: "Dios mío, Thiokol, ¿cuándo quieres que lancemos - el próximo abril?". Uno de los argumentos de los encargados de la NASA impugnado las preocupaciones de Thiokol era que si fallaba la junta tórica primaria, la segunda se sellaría igualmente. Esto fue probado, y era en todo caso un argumento que no se aplicaba a un componente de "criticidad 1". Como declaró la astronauta Sally Ride al cuestionar a los administradores de la NASA antes de que lo hiciese la Comisión Rogers, está prohibido recurrir a un elemento auxiliar de un componente de "criticidad 1". El elemento auxiliar es no solo para proporcionar redundancia en caso de fallo imprevisto, sino también para reemplazar el componente primario.
La NASA no sabía de las preocupaciones previas de Thiokol sobre los efectos del frío sobre las juntas tóricas, y no entendía que Rockwell International, contratista principal de la nave, viera la gran cantidad de hielo presente en la plataforma como un obstáculo para el lanzamiento. Debido a la oposición de la NASA, se invirtió la gestión de Thiokol, y se recomendó que el lanzamiento procediese según lo previsto.

### Hielo

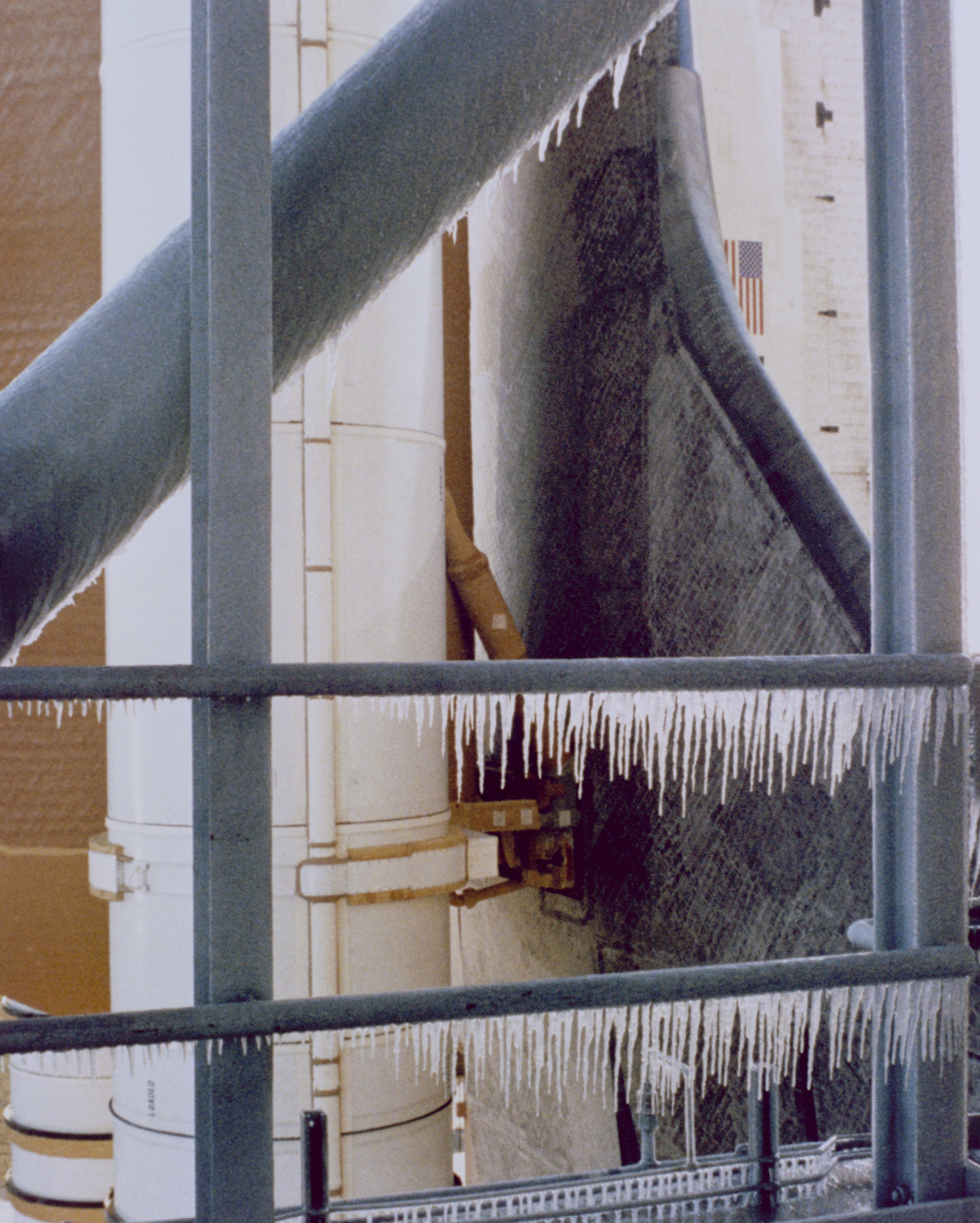
Hielo en la torre de lanzamiento horas antes del despegue del Challenger.

Debido a las bajas temperaturas, se había acumulado una cantidad importante de hielo en la estructura de servicio fijada a un lado del transbordador. Sin querer, el equipo antihielo del Centro Espacial Kennedy apuntó una cámara infrarroja en la junta de campo posterior del SRB derecho, y observó que tenía una temperatura de -13 °C. Se creyó que esto era debido al flujo de aire frío de la válvula de ventilación del tanque de oxígeno líquido. Esta cifra era mucho más baja que la temperatura del aire, y se encontraba muy por debajo de las especificaciones de diseño de las juntas tóricas. Sin embargo estas mediciones se registraron para datos de ingeniería y no sé informaron ya que la temperatura de los SRB no formaba parte de los criterios de compromiso de lanzamiento .
En el día del lanzamiento, la temperatura fue mucho más baja que en los lanzamientos anteriores: por debajo de cero a 28 a 29 °F (-2,2 a -1,7 °C); anteriormente, el lanzamiento más frío había sido a los 53 °F (12 °C). Aunque el equipo de hielo había trabajado por la noche eliminando el hielo, los ingenieros de Rockwell aún expresaban su preocupación. Estos, viendo la plataforma desde su sede en Downey, California, se horrorizaron cuando vieron la cantidad de hielo. Temían que durante el lanzamiento se pudiera sacudir el hielo, soltándose y golpeando las baldosas de protección térmica del transbordador, posiblemente debido a la aspiración inducida por el chorro de gases de escape de los SRB. Rocco Petrone, director de la división de transporte espacial de Rockwell y sus colegas vieron esta situación como una restricción de lanzamiento, y le dijeron a los directivos de Rockwell en el Cabo que no podían apoyar un lanzamiento. Sin embargo, los gerentes de Rockwell en el Cabo expresaron sus preocupaciones de una manera que llevó al director de la misión con sede en Houston, Arnold Aldrich, a seguir adelante con el lanzamiento. Aldrich decidió posponer el lanzamiento de la lanzadera por una hora para darle tiempo al equipo de hielo a llevar a cabo otra inspección. Después de la última, en la que apareció hielo derretido, finalmente se autorizó al Challenger a despegar a las 11:38 a. m. EST.

## Lanzamiento del 28 de enero y fallo

### Despegue

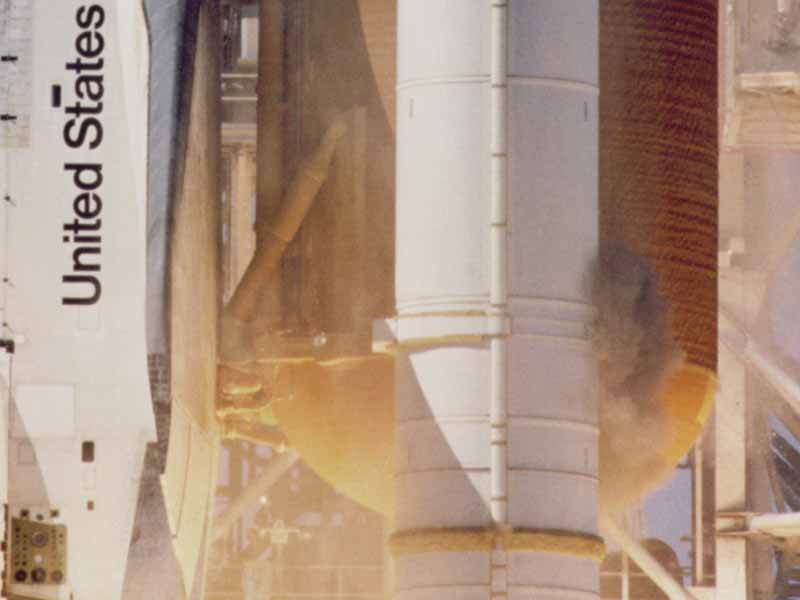
Escape de humo gris del SRB.

Este relato del accidente deriva de datos de telemetría en tiempo real y de análisis fotográficos, así como también de transcripciones de comunicaciones por radio aire-tierra y al control de misiones. Todos los tiempos se dan en segundos después del lanzamiento y corresponden a los códigos temporales de la telemática correspondientes al evento instrumentado más cercano a cada hecho descrito.
6,6 segundos antes del lanzamiento, se encendieron, como de costumbre, los tres motores principales del transbordador espacial (SSME). Hasta que se produce el despegue, es posible apagar los SSME de manera segura y abortar el lanzamiento, si es necesario. Al momento del despegue (T=0, que fue a las 11:38:00,010 EST), los tres SSME se encontraban al 100 % de su rendimiento original nominal, y empezaron a acelerar hasta el 104 % bajo control informático. En este momento se encendieron los dos SRB y fueron soltados los pernos de sujeción por medio de explosivos, liberando el vehículo de la plataforma. Con el primer movimiento vertical del vehículo, el brazo de ventilación de hidrógeno gas se retractó del tanque externo (ET), pero no se soltó. La observación de las grabaciones de las cámaras de la plataforma revelaron que el brazo no volvió a contactar con el vehículo, por lo que fue descartado como factor contribuyente al accidente. La inspección de la plataforma después del lanzamiento también reveló que faltaban los muelles de cuatro de los pernos de sujeción, pero también fueron descartadas como posible causa.
Una revisión posterior de imágenes del lanzamiento reveló que a T +0,678, el SRB derecho emitió grandes nubes de humo gris oscuro, cerca del montante posterior que une el acelerador en el ET. La última nube de humo salió a aproximadamente a T +2,733. La última visión de humo alrededor del montante fue a T +3,375. Más tarde se determinó que estas nubes de humo eran debidos a la apertura y el cierre de la junta de campo posterior del SRB derecho. La carcasa del acelerador se había hinchado a causa de la presión de la ignición. Debido a este hinchamiento, las partes metálicas de la carcasa se doblaron y se separaron, abriendo un agujero por el que salieron gases calientes (por encima de 2760 °C). Esto había ocurrido en versiones anteriores, pero la junta tórica primaria siempre se salía de su surco y formaba un sello. Aunque el SRB no estaba diseñado para funcionar de esta manera, parecía funcionar bastante bien, y Morton-Thiokol cambió las especificaciones de diseño para acomodar este proceso, conocido como extrusión.
Mientras se producía la extrusión, se escapaban gases calientes (proceso conocido como soplado), dañando las juntas tóricas hasta que se formaba el sello. Las investigaciones de los ingenieros de Morton-Thiokol determinaron que la cantidad de daños en las juntas tóricas estaba relacionado directamente con el tiempo que tardaba en producirse la extrusión. Las frías temperaturas hacían que las juntas tóricas se endurecieran, prolongando el tiempo de extrusión (la junta rediseñada de los SRB utilizada desde el accidente del Challenger usa un chavetero y una espiga entrelazadas adicionales con una tercera junta tórica, mitigando el soplado).
La mañana del desastre, la junta tórica primaria se había endurecido tanto a causa del frío que no pudo sellarse a tiempo. La junta tórica secundaria no se encontraba en su posición asentada a causa del doblado del metal. Ya no había ninguna barrera para los gases, y ambas juntas tóricas fueron vaporizadas a 70 grados de arco. Sin embargo, el óxido de aluminio del propelente sólido combustionado sellaron la junta dañada, sustituyendo temporalmente la junta tórica antes de que fuera atravesada por las llamas propiamente dichas.
En el momento en que el vehículo superó la torre, los SSME estaban funcionando al 104 % de su empuje máximo nominal, y el control pasó del Centro de Control de Lanzamientos (LCC) del KSC en el Centro de Control de Misiones (MCC) del Centro Espacial Johnson de Houston (Texas). Para evitar que las fuerzas aerodinámicas sobrecargasen estructuralmente el orbitador, a T +28 los SSME empezaron a desacelerar para limitar la velocidad del transbordador a parte baja densa de la atmósfera, siguiendo los procedimientos operativos normales. A T +35,379 los SSME se desacelera más aún, hasta el porcentaje previsto de un 65 %. Cinco segundos más tarde, a unos 19 000 pies (5800 m), el Challenger superó el Mach 1. A T +51,860 los SSME volvieron a acelerar hacia el 104 % después de que el vehículo hubiera pasado max Q, el período de máxima presión aerodinámica sobre el vehículo.

### Penacho

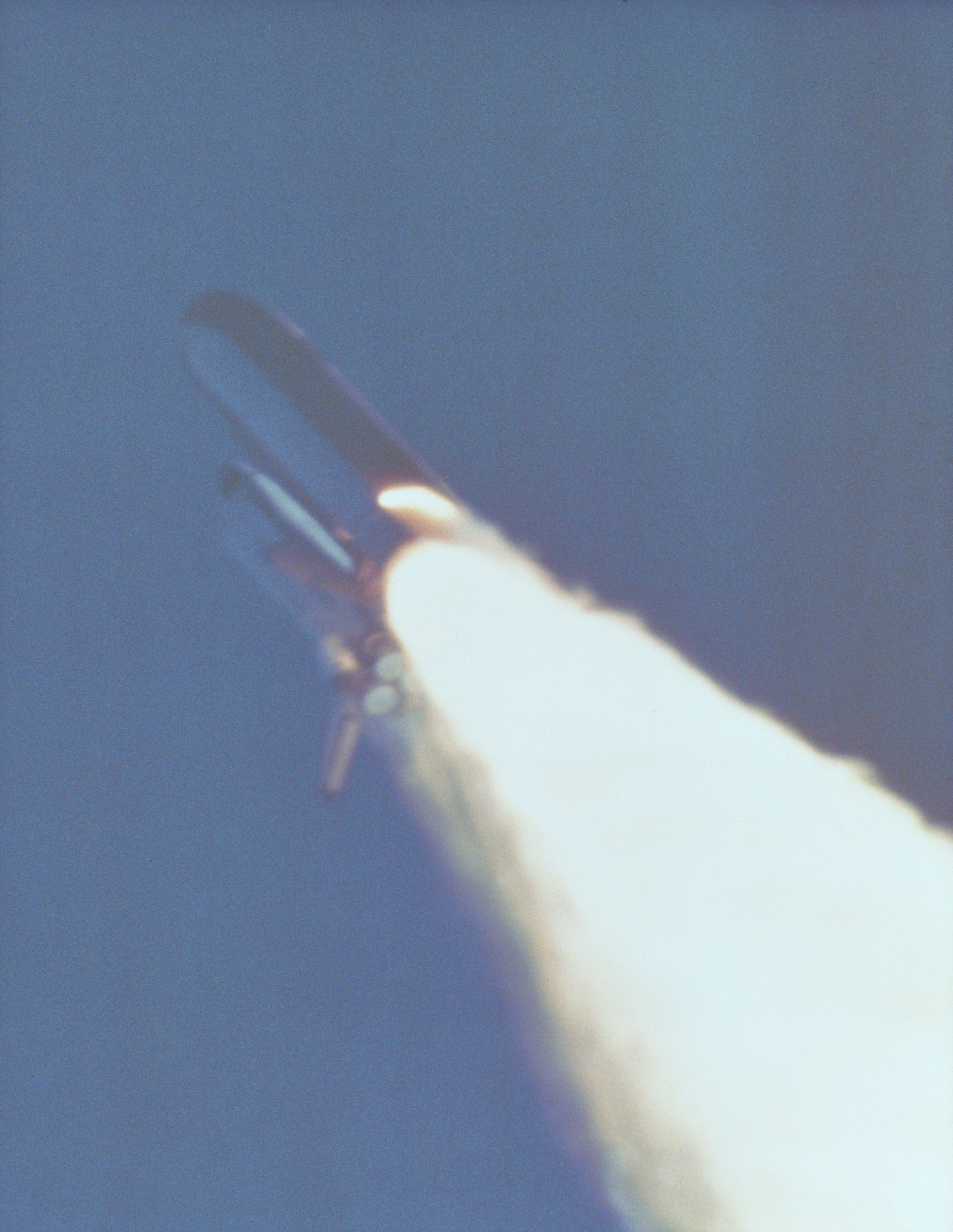
Penacho sobre el SRB derecho a los T + 58,778 segundos.

Justo cuando el transbordador se acercaba a max Q, se encontró con el cizallamiento del viento más intenso jamás experimentado hasta ahora en el programa del transbordador espacial.
A T +58,788 una cámara de seguimiento observó el comienzo de un penacho cerca del montante de unión posterior del SRB. Sin que lo supieran el Challenger o Houston, había empezado a escapar gas caliente a través de un agujero creciente en una de las juntas del SRB derecho. La fuerza del cizallamiento del viento destruyó el sellado temporal de los óxidos que había ocupado el lugar de las juntas tóricas dañadas, eliminando la última barrera al paso de las llamas a través de la junta. Si no hubiera sido por cizallamiento del viento, el sellado de óxidos fortuito podría haber resistido hasta la separación de los cohetes aceleradores.
En un segundo, el penacho pasó a ser bien definido e intenso. La presión interna del SRB derecho empezó a caer debido al agujero que crecía rápidamente de la junta que había fallado, y T +60,238 se observaban pruebas visuales de llamas atravesando la junta e impactando contra el tanque externo.
A T +64,660, el penacho cambió repentinamente de forma, indicando la formación de una fuga en el tanque de hidrógeno líquido, situado en la parte posterior del tanque externo. Las toberas de los motores principales pivotan bajo las órdenes del ordenador para compensar el desequilibrio de empuje provocado por la quemadura del cohete acelerador. La presión del tanque externo de hidrógeno líquido del transbordador comenzó a caer a T +66,764 marcando el efecto de la fuga.
En este momento, la situación todavía parecía normal tanto a los astronautas como a los controladores de vuelo. A T +68, el CAPCOM Richard Covey le informó a la tripulación que podían "proceder a acelerar", y el comandante Dick Scobee confirmó la recepción del mensaje. Su respuesta, "Roger, proceder a acelerar", fue la última comunicación recibida del Challenger por el canal aire-tierra.

### Desintegración del vehículo
Aparentemente, a T +72,284 el SRB se separó del montante posterior que le unía al tanque externo. El análisis posterior de los datos telemétricos reveló una repentina aceleración lateral hacia la derecha en T +72,525 que posiblemente fue notada por la tripulación. La última frase registrada por la grabadora de la cabina de tripulación fue solo medio segundo después de este hecho, cuando el piloto Michael J. Smith dijo "Oh-oh." Smith también podría haber dicho esto en respuesta a indicaciones de a bordo sobre el rendimiento de los motores principales o en la caída de la presión en el tanque externo de combustible.
A T +73,124 falló la cúpula posterior del tanque de hidrógeno líquido, generando una fuerza de propulsión que empujó el tanque de hidrógeno contra el tanque de oxígeno líquido situado en la parte anterior del ET. Al mismo tiempo, el SRB derecho rotó sobre el montante de unión anterior e impactó contra la estructura inter tanques.
La desintegración del vehículo empezó a T +73,162 segundos y una altitud de 48 000 pies (14,6 km). Con la desintegración del tanque externo (y con el SRB derecho medio separado contribuyendo a impulsar en un vector anómalo), el Challenger se desvió de su posición correcta respecto al flujo de aire local e inmediatamente fue destrozado por fuerzas aerodinámicas anormales que le impusieron un factor de carga de hasta 20 g, muy por encima de su límite de diseño de 5 g. Los dos SRB, que pueden resistir cargas aerodinámicas mayores, se separaron de la ET y continuaron en un vuelo impulsado sin control durante unos 37 segundos. Las carcasas de los SRB estaban hechas de acero de 12,7 mm de espesor y eran mucho más resistentes que el orbitador y el ET, de modo que ambos SRB sobrevivieron a la desintegración de la pila del transbordador espacial, aunque el SRB derecho todavía sufría los efectos de la quemadura de la junta que había desencadenado la destrucción del Challenger.
La cabina de la tripulación construida con más contundencia también sobrevivió a la ruptura del vehículo de lanzamiento, mientras que los SRB fueron destruidos posteriormente de forma remota por el Range Safety Officer (Oficial de seguridad de campo), la cabina individual continuó a lo largo de una trayectoria balística y se observó salir de la nube de gases a T +75,237. Veinticinco segundos después de la desintegración del vehículo, la altura del compartimiento de la tripulación llegó a su máximo, a una altura de 65 000 pies (20 km).
Los ingenieros de Thiokol en desacuerdo con la decisión de lanzar estaban observando los acontecimientos en la televisión. Habían creído que en el despegue se produciría algún fallo en la junta tórica, por lo que quedaron encantados de ver que el transbordador dejaba con éxito la plataforma de lanzamiento. Aproximadamente un minuto después del despegue, un amigo de Boisjoly le dijo: "Oh Dios. Lo hicimos. ¡Lo logramos!" Boisjoly recordó que cuando el transbordador explotó unos segundos más tarde, "todos sabíamos exactamente lo que sucedió."

### Diálogo entre los controladores de vuelo después de la desintegración

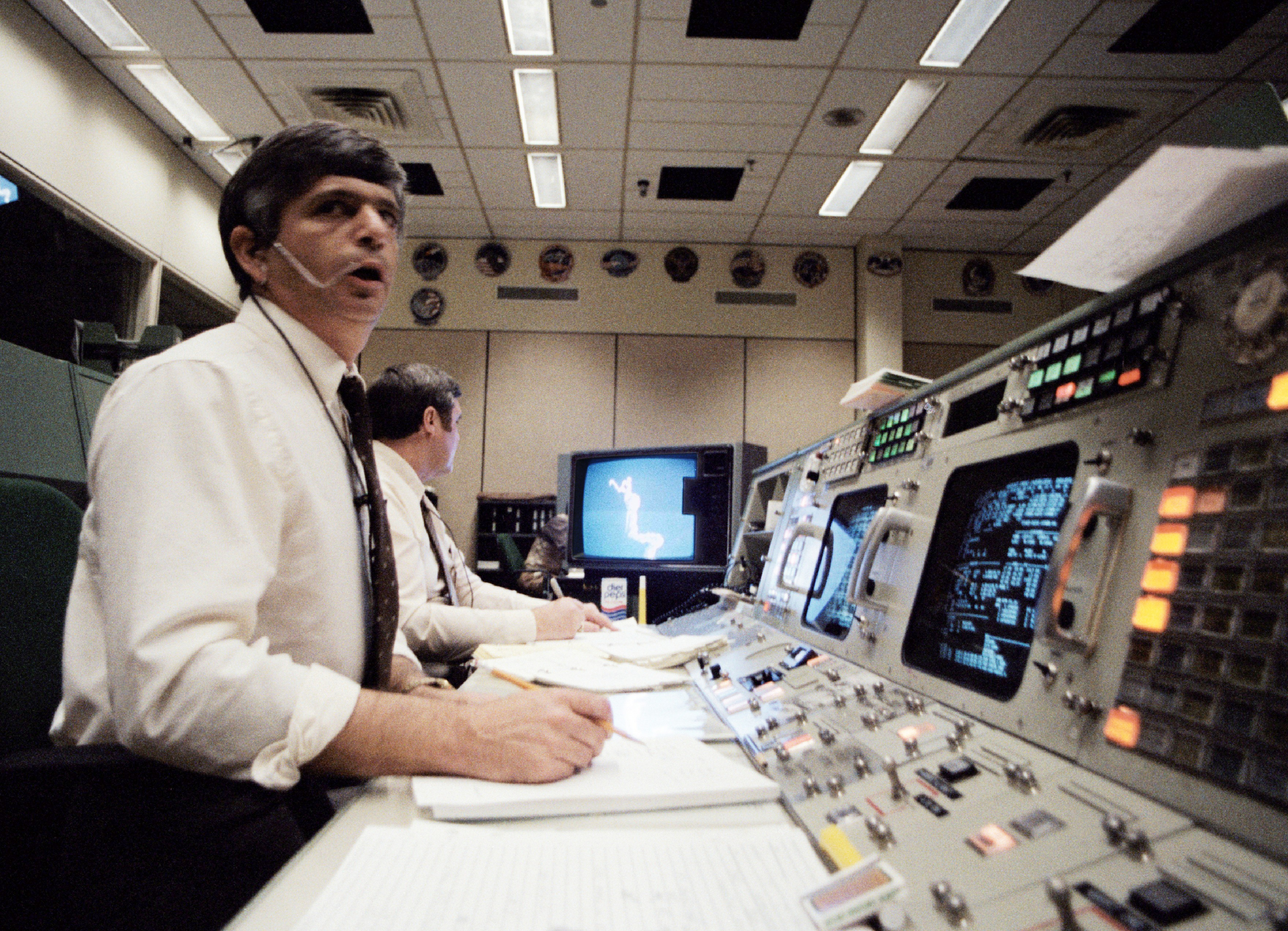
Jay Greene en su consola después de la desintegración del Challenger.

Las pantallas de televisión mostraban una nube de humo y vapor de agua (el producto de la combustión del hidrógeno) donde antes estaba el Challenger con restos del transbordador cayendo hacia el océano. Hacia T +89, el director de vuelo Jay Greene pidió información a su oficial de dinámica de vuelo (FDO). El FDO respondió que "... el filtro [del radar] muestra varias fuentes"; otro indicio de que el Challenger se había roto en múltiples pedazos. Un minuto más tarde, el controlador de tierra informó que había "contacto negativo [y] pérdida de enlace de bajada" de datos de radio y telemedida del Challenger. Greene ordenó a su equipo "vigilar atentamente sus datos" y que buscaran cualquier indicio de que el orbitador había conseguido escaparse.
A T +110,250 el oficial de seguridad de distancia (RSU) de la Estación de la Fuerza Aérea de Cabo Cañaveral envió señales de radio para activar los paquetes de autodestrucción del sistema de seguridad a distancia a bordo de ambos aceleradores. Este era un procedimiento de contingencia normal, llevado a cabo porque la RSO consideraba que los SRB en vuelo libre podrían representar una amenaza para la tierra o el mar. La misma señal de destrucción habría destruido el tanque externo si no se hubiera desintegrado antes.
"Aquí, los controladores de vuelo están mirando la situación muy atentamente", informó el oficial de asuntos públicos Steve Nesbitt. "Obviamente, una avería importante. No tenemos enlace de bajada". Después de una pausa, Nesbitt dijo "Tenemos información del oficial de dinámica de vuelo que el vehículo ha explotado".[cita requerida]
Greene ordenó que se pusieran en práctica los procedimientos de contingencia del Control de Misiones; estos procedimientos incluían cerrar las puertas del centro de control, cerrar la comunicación con el mundo exterior y seguir las listas de control para asegurar la correcta grabación y conservación de los datos relevantes.

### Ninguna "explosión"

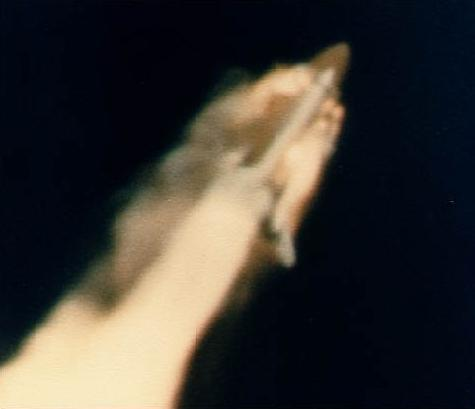
El Challenger comienza a desintegrarse.

Al contrario de la declaración inicial del oficial de dinámica de vuelo, en realidad el transbordador y el tanque externo no "explotaron". Lo que pasó realmente fue que se desintegraron rápidamente bajo grandes fuerzas aerodinámicas, pues el transbordador acababa de pasar max Q, el momento de máxima presión aerodinámica (esto significa que la presión dinámica había comenzado a disminuir después de alcanzar su máximo). Cuando se desintegró el tanque externo, se liberó el combustible y el oxidante almacenado en el tanque, dando el aspecto de una bola de fuego masiva. Sin embargo, según el equipo de la NASA que analizó las imágenes después del accidente, solo hubo una "combustión localizada" de propelente. De hecho, la nube visible se componía principalmente de vapor y los gases resultantes de la liberación de los propelentes de oxígeno e hidrógeno líquidos del transbordador. Almacenado en condiciones criogénicas, el hidrógeno líquido no habría podido encenderse lo suficientemente rápido como para desencadenar una "explosión" en el sentido tradicional de una detonación (en contraste con una deflagración, que es lo que pasó). Si hubiera habido una auténtica explosión, todo el transbordador habría sido destruido instantáneamente, matando a la tripulación en ese mismo momento. La cabina de tripulación y los SRB, ambos de construcción más robusta, sobrevivieron a la fragmentación del vehículo de lanzamiento, mientras que los SRB fueron detonados a distancia más tarde; la cabina separada continuó en una trayectoria balística, y se la pudo ver saliendo de la nube de gases a T +75,237. Veinticinco segundos después de la desintegración del vehículo, que se produjo a 48 000 pies (14,6 km), la trayectoria del compartimento de tripulación alcanzó su apoastro a una altura de 65 000 pies (19,8 km).

### Causa y momento de las muertes
La cabina de la tripulación, hecha de aluminio reforzado, era una sección especialmente robusta del transbordador. Durante la desintegración del vehículo, la cabina de tripulación se separó entera y cayó lentamente en un arco balístico. La NASA estimó que las fuerzas de separación fueron de entre 12 y 20 g durante un período muy corto; sin embargo, en dos segundos, las fuerzas que actuaban sobre la cabina habían caído por debajo de 4 g y, en diez segundos, la cabina ya se encontraba en caída libre. Las fuerzas involucradas en esta etapa probablemente eran insuficientes como para causar lesiones graves. 
Probablemente algunos de los astronautas estaban con vida y conscientes después de la fragmentación, pues se encontró que habían sido activados tres de los cuatro Personal Egress Air Packs (PEAP) de la cubierta de despegue. La ubicación del interruptor de Smith en la parte trasera de su asiento indica que probablemente Resnik u Onizuka lo activaron por el. Los investigadores descubrieron que su reserva de aire no utilizada se correspondía más o menos con el consumo esperado durante la trayectoria post-fragmentación de 2 minutos y 45 segundos. 
Tras el análisis de los restos, los investigadores descubrieron que se habían movido varios interruptores del sistema eléctrico del panel a la derecha del piloto Mike Smith de sus posiciones habituales de lanzamiento. El compañero astronauta Richard Mullane escribió: "Estos interruptores están protegidos con cerraduras de palanca que requieren que sean tirados hacia afuera contra una fuerza de resorte antes de que pudieran ser trasladados a una nueva posición".
No se sabe por cuánto tiempo los astronautas mantuvieron el conocimiento después de la desintegración; esto, en gran medida, depende de si la cabina de tripulación separada conservó la integridad de presión. Si no la hubiera conservado, a esta altitud, el tiempo de consciencia útil es de sólo unos cuantos segundos, los PEAP solo proporcionan aire no presurizado, y por tanto no habrían ayudado a la tripulación a mantener el conocimiento.
La NASA entrenó rutinariamente a los astronautas del transbordador para eventos de amerizaje. Sin embargo, la cabina de tripulación impactó contra la superficie del océano a aproximadamente 333 km/h, provocando una desaceleración instantánea de más de 200 g, muy por encima de los límites estructurales del compartimento de tripulación o la capacidad de supervivencia de los tripulantes.
El 28 de julio de 1986, el contraalmirante Richard Harrison Truly, Administrador Asociado del Vuelo Espacial de la NASA y antiguo astronauta, publicó un informe de Joseph Peter Kerwin, especialista biomédico del Centro Espacial Johnson de Houston, sobre la muerte de los astronautas en el accidente. Al Dr. Kerwin, un veterano de la misión de la Skylab 2, se le había encargado el estudio poco después del accidente. Según el informe de Kerwin:

Los descubrimientos son no concluyentes. El impacto del compartimento de tripulación contra la superficie del océano fue tan violento que las pruebas de los daños producidos durante los segundos posteriores a la desintegración quedaron ocultas. Nuestras conclusiones finales son que:

- no se puede determinar con certeza la causa de la muerte de los astronautas del Challenger;
- las fuerzas a las que fueron expuestos los tripulantes durante la desintegración del orbitador probablemente no fueron suficientes para causarles la muerte o lesiones graves; y es posible, pero no seguro, que los tripulantes perdieran el conocimiento durante los segundos posteriores a la fragmentación del orbitador, debido a la pérdida de presión en el módulo de tripulación durante el vuelo.

Algunos expertos, incluyendo uno de los investigadores en jefe de la NASA Robert Overmyer, creían que la mayoría, o incluso la totalidad de los tripulantes estaban vivos y posiblemente conscientes durante todo el descenso hasta el impacto con el océano. El astronauta de la NASA y principal investigador del accidente Robert Overmyer dijo: "Scob luchó hasta el final para sobrevivir. Pilotaba la nave sin alas durante toda la caída... Estaban vivos".

### Perspectiva de escape de la tripulación
Durante el vuelo con motor del transbordador espacial, la tripulación no tenía la posibilidad de abandonar el vehículo. Aunque se valoró la posibilidad de añadir sistemas de lanzamiento de escape en diversos momentos del desarrollo del transbordador, la conclusión de la NASA fue que la alta fiabilidad prevista del transbordador excluiría la necesidad de añadirlos. En las cuatro primeras misiones orbitales del transbordador, consideradas vuelos de prueba, se utilizaron asientos eyectables de SR-71 Blackbird modificados y trajes presurizados, pero fueron eliminados por las posteriores misiones operativas (tras el accidente del transbordador espacial Columbia, la CAIB afirmó que el transbordador espacial nunca debió ser declarado operativo, siendo experimental por naturaleza debido al número reducido de vuelos en comparación con los aviones comerciales certificados). Se consideró que no era conveniente añadir un sistema de lanzamiento de escape para tripulaciones más grandes por su "utilidad limitada, complejidad técnica y coste excesivo en dólares, peso y retraso de los lanzamientos".
Después de la pérdida del Challenger se abrió de nuevo el debate, y la NASA valoró varias opciones diferentes, incluyendo asientos eyectables, cohetes tractores o la posibilidad de evacuar la tripulación por la parte baja del orbitador. Sin embargo, la NASA volvió a llegar a la conclusión de que todos los sistemas de lanzamiento de escape serían poco prácticos debido a los cambios radicales que habrían sido necesarios en el vehículo y los límites resultantes sobre el tamaño de las tripulaciones. Se diseñó un sistema de evacuación para dar a la tripulación la posibilidad de abandonar el transbordador durante el vuelo en planeamiento. Sin embargo, este sistema no se habría podido utilizar en el Challenger.

## Repercusión

### Homenajes
La noche del accidente, estaba previsto que el presidente de los Estados Unidos Ronald Reagan diera su discurso del estado de la Unión. Inicialmente anunció que el discurso se haría tal y como estaba previsto, pero más tarde lo pospuso una semana e hizo un discurso nacional sobre el accidente del Challenger desde el Despacho Oval de la Casa Blanca. El discurso fue escrito por Peggy Noonan y terminaba con la frase siguiente, que citaba el poema High Flight de John Gillespie Magee, Jr.:

Nunca nos olvidaremos de ellos, ni la última vez que los vimos, esta mañana, cuando se preparaban para su viaje, decían adiós y "se soltaban los ariscos lazos de la Tierra" para "tocar la cara de Dios".

Tres días después, el presidente Reagan y su esposa Nancy se desplazaron al Centro Espacial Johnson para hablar en la misa conmemorativa en honor de los astronautas, donde dijo que: 

A veces, cuando intentamos llegar a las estrellas, nos quedamos cortos. Pero hay que volver a levantarse y seguir adelante a pesar del dolor.

Asistieron 6000 trabajadores de la NASA y 4000 invitados, así como las familias de los tripulantes. Durante la ceremonia, una banda de la Fuerza Aérea entonó God Bless America mientras aviones T-38 Talon de la NASA volaban directamente por encima del lugar, en la formación tradicional de missing man. Todas las actividades fueron transmitidas en directo por las cadenas nacionales de televisión.

31 de enero de 1986 en Houston (Texas). Ronald Reagan y la primera dama Nancy Reagan (izquierda) asisten a la misa conmemorativa.

Las familias de la tripulación del Challenger organizaron el Challenger Center for Space Science Education como memorial permanente a la tripulación. Esta organización sin ánimo de lucro ha fundado 52 centros de aprendizaje. En Huntsville (Alabama), una ciudad conocida por su estrecha relación con la NASA, la escuela secundaria pública más nueva de su sistema escolar fue llamada Challenger Middle School.
La ciudad de Palmdale, lugar de nacimiento de toda la flota de transbordadores, y la ciudad vecina de Lancaster (California) renombró el antiguo 10th Street East desde el Avenue M hasta la Base de la Fuerza Aérea Edwards, dándole el nombre de Challenger Way en honor del transbordador perdido y su tripulación. Esta fue la carretera sobre la que habían sido remolcados el Challenger, el Enterprise y el Columbia en su primer viaje después de ser completados, desde la Planta 42 de la Fuerza Aérea de los EE. UU. hasta la Base Edwards, porque en el aeropuerto de Palmdale aún no había instalada la grúa que pudiera colocar un orbitador en el avión portador de transbordadores espaciales. Además, la ciudad de Lancaster construyó el Challenger Middle School y la Challenger Memorial Hall, en la antigua ubicación de los Antelope Valley Fairgrounds, todos como homenaje al transbordador Challenger y a su tripulación.
En 2004, el presidente George W. Bush otorgó Medallas de Honor del Espacio del Congreso póstumas a los catorce astronautas muertos en los accidentes del Challenger y el Columbia.

### Recuperación de los restos

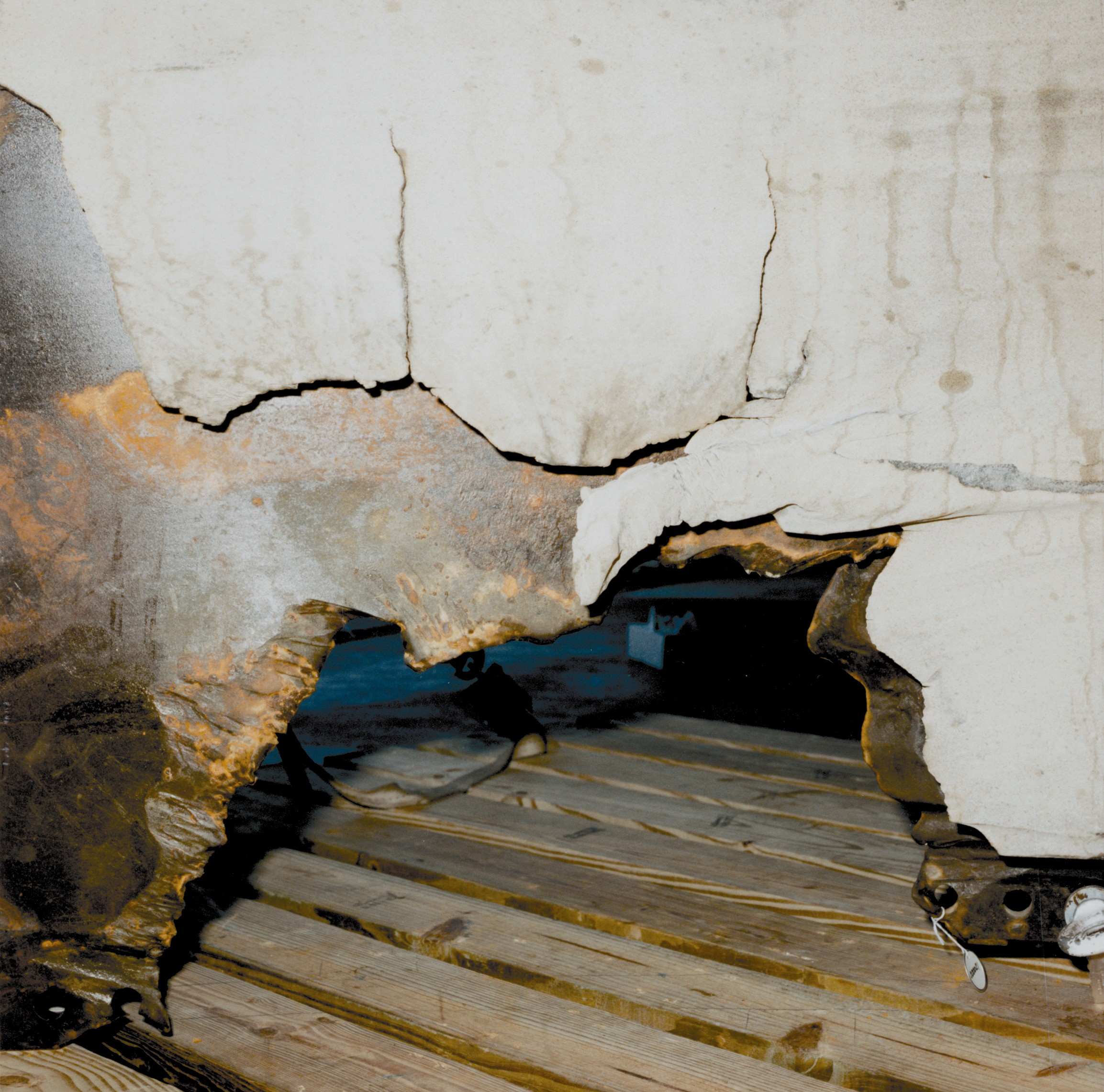
Cohete sólido derecho que fue recuperado. Puede apreciarse el agujero causado por el penacho.

Durante los primeros minutos después del accidente, el director de rescate de lanzamiento de la NASA inició los procedimientos de recuperación, ordenando que los barcos utilizados por la NASA para recuperar los cohetes aceleradores sólidos acudieran al punto donde la nave había impactado con el agua. También se enviaron aeronaves de búsqueda y rescate. Entonces todavía caían restos, y el oficial de seguridad a distancia (RSU) mantuvo tanto a las aeronaves como a los barcos fuera de la zona de impacto hasta que pudieran entrar con seguridad. Pasó más o menos una hora antes de que el RSO autorice a las fuerzas de rescate comenzar su tarea.
Las operaciones de búsqueda y rescate de la primera semana después del accidente del Challenger fueron conducidas por el Departamento de Defensa de los Estados Unidos de parte de la NASA, con ayuda de los Guardacostas de Estados Unidos, y consistió principalmente en búsquedas de superficie. Según los Guardacostas, "la operación fue la búsqueda de la superficie más amplia en la que habían participado nunca". Esta fase de las operaciones se prolongó hasta el 7 de febrero. A partir de entonces, las tareas de recuperación fueron conducidas por un equipo de búsqueda, rescate y reconstrucción, con el objetivo de recuperar restos que pudieran ayudar a determinar la causa del accidente. Para la búsqueda se utilizaron sonares, buzos, submarinos a control remoto y tripulados, cubriendo un área de 480 millas náuticas cuadradas (1600 km²) y llegando a profundidades de hasta 370 metros. El 7 de marzo, buzos del USS Preserver identificaron en el fondo del océano lo que podía ser el compartimento de la tripulación. Al día siguiente se confirmó este hallazgo, así como el descubrimiento de los restos de los siete tripulantes, y el 9 de marzo, la NASA lo anunció a la prensa.
El 1 de mayo ya se había encontrado una parte suficiente del cohete acelerador sólido derecho para determinar la causa original del accidente, y se puso fin a las operaciones de rescate principales. Aunque continuaron algunas tareas de recuperación en las aguas someras, no tenían ninguna relación con la investigación del accidente, sino que su objetivo era recuperar restos para los estudios de la NASA de las propiedades de los materiales utilizados en naves espaciales y vehículos de lanzamiento. La operación de recuperación fue capaz de rescatar 15 toneladas de restos del océano. Sin embargo, todavía falta un 55 % del Challenger, un 5 % de la cabina de tripulación y un 65 % de la carga del satélite. Algunos de los restos faltantes todavía son llevados por el mar a las costas de Florida, como el 17 de diciembre de 1996, casi once años después del accidente, cuando se encontraron dos piezas grandes del transbordador en Cocoa Beach. Según el Artículo 18 del Código de los Estados Unidos, apartado 641, es ilegal tener restos del Challenger; cualquier pieza que se descubra debe ser entregada a la NASA. Actualmente se conservan todos los restos en un antiguo silo de misiles subterránea sellada en el Complejo de Lanzamiento 31 de la Estación de la Fuerza Aérea del Cabo Cañaveral.
El Challenger llevaba una bandera de Estados Unidos, llamada bandera del Challenger patrocinada por la Tropa 514 de Boy Scouts de Monument (Colorado). Fue posible recuperarla aún intacta dentro de su bolsa de carga.

### Ceremonias fúnebres

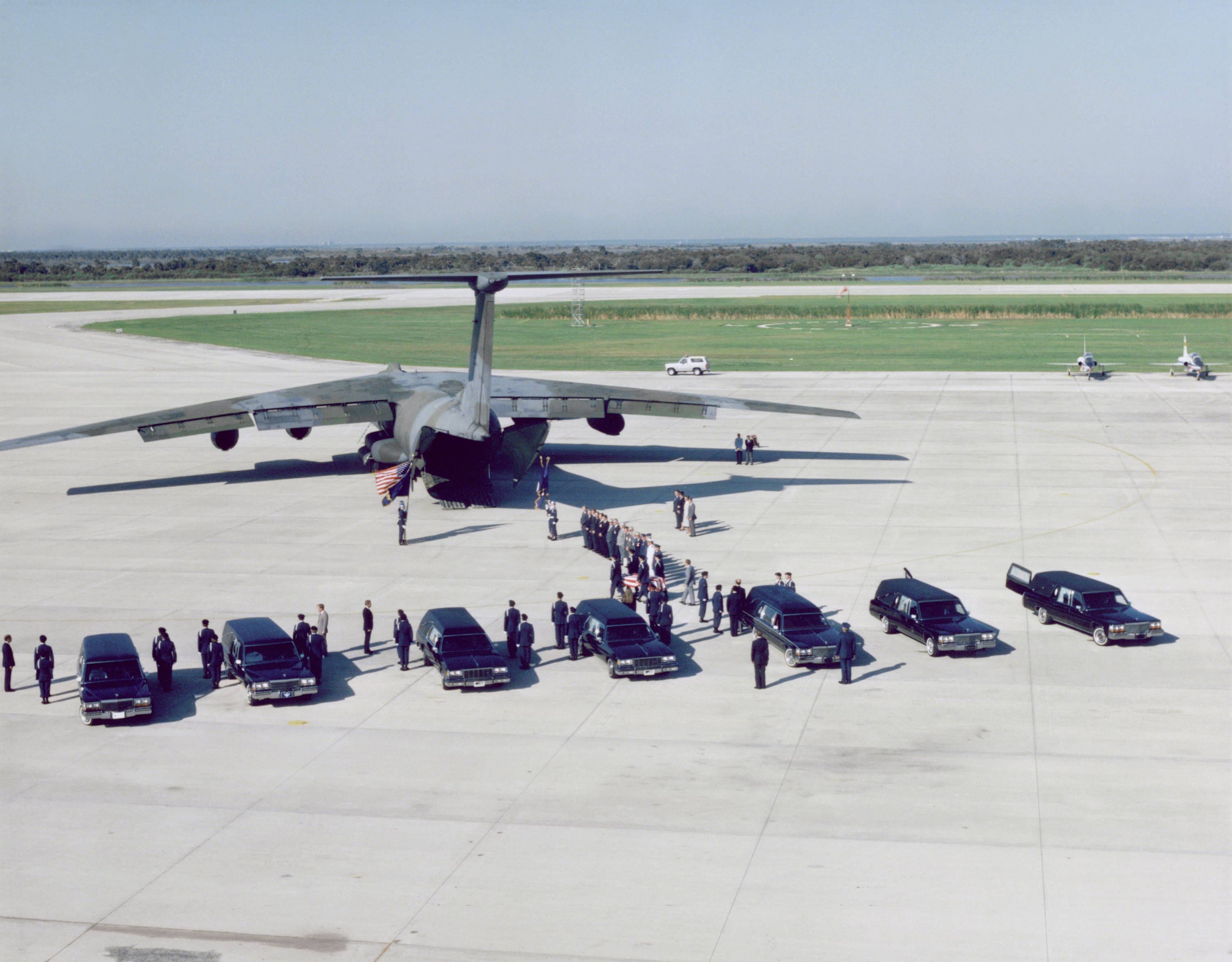
Se llevan los restos de la tripulación del Challenger en un C-141 Starlifter de la Shuttle Landing Facility (Centro Espacial Kennedy) en la Base de la Fuerza Aérea de Dover (Delaware).

Los restos identificables de la tripulación fueron devueltos a sus familias el 29 de abril de 1986. Dos de los tripulantes, Dick Scobee y Michael J. Smith (promovido póstumamente a capitán), fueron enterrados por sus familias en el Cementerio Nacional de Arlington, cada uno en su tumba. El especialista de la misión, el teniente coronel Ellison Onizuka fue enterrado en el Cementerio Nacional Conmemorativo del Pacífico de Honolulu (Hawái). Los restos no identificados fueron enterrados conjuntamente en el Monumento al Transbordador Espacial Challenger de Arlington el 20 de mayo de 1986.

### Crisis de la NASA
Varios satélites de la Oficina Nacional de Reconocimiento (en inglés NRO) que solo podría lanzar el transbordador se quedaron en tierra debido al accidente, un dilema que temía la NRO desde la década de 1970, cuando se designó al transbordador como el principal sistema de lanzamiento estadounidense para todas las cargas gubernamentales y comerciales. La NASA tuvo dificultades con su propio cohete Titán y los programas de cohetes Delta, debido a otras fallas de cohetes inesperados ocurridos antes y después del desastre del Challenger. El 28 de agosto de 1985, explotó un Titán 34D, que transportaba un satélite KH-11 KENNAN después del despegue sobre la Base Vandenberg de la Fuerza Aérea, cuando falló la primera etapa del motor propulsor. Fue el primer fracaso de un misil Titán desde 1978. El 18 de abril de 1986, explotó otro Titán 34D-9 con una carga útil clasificada, que se decía ser un satélite espía Big Bird, a unos 830 metros por encima de la plataforma después del despegue sobre Vandenberg AFB, cuando ocurrió una combustión en uno de los cohetes propulsores. El 3 de mayo de 1986, explotó un Delta 3914 con el satélite meteorológico GOES-G a bordo a los 71 segundos después del despegue, desde la estación de la Fuerza Aérea de Cabo Cañaveral, debido a una falla eléctrica en la primera etapa del Delta, lo que llevó al oficial de seguridad de gama en tierra a decidir destruir al cohete, al igual que deshacer algunos propulsores del cohete. Como resultado de estos tres fracasos, la NASA decidió cancelar todo lanzamiento de Titán y Delta desde Cabo Cañaveral y Vandenberg durante cuatro meses, hasta que se solucionen los problemas de diseños de los cohetes.

## Investigación
Tras el accidente, la NASA fue criticada por su falta de sinceridad con la prensa. El New York Times observó el día del accidente que "ni Jay Greene, el director de vuelo para el ascenso, ni ninguna otra persona de la sala de control fue puesta a disposición de la prensa por la agencia espacial". Ante la falta de fuentes fiables, la prensa se dedicó a especular: tanto el New York Times como United Press International publicaron artículos que sugerían que un defecto del tanque externo del trasbordador espacial había provocado una explosión, aunque la investigación interna de la NASA se había concentrado rápidamente en los cohetes aceleradores sólidos. El periodista de noticias sobre el espacio William Harwood escribió que "La agencia espacial siguió su política de secreto absoluto sobre los detalles de la investigación, una posición inusitada para una agencia que durante mucho tiempo hizo gala de su transparencia".

### Comisión Rogers

Sección transversal simplificada de las juntas entre segmentos de cohetes SRB. Leyenda:
A - Espesor de pared de acero de 12,7 mm,
B - Base de junta tórica,
C - junta estanca tórica de respaldo,
D - Fortalecimiento de la Cubierta banda,
E - aislamiento,
F - aislamiento,
G - revestimiento,
H - pasta de sellado,
I - propulsor fijo

Para investigar el accidente se creó la comisión Presidencial sobre el Accidente del Transbordador Espacial Challenger, también conocida como Comisión Rogers (en referencia a su presidente). Los miembros de la comisión eran el presidente William P. Rogers, el vicepresidente Neil Armstrong, y los especialistas David Acheson, Eugene Covert, Richard Feynman, Robert Hotz, Donald Kutyna, Sally Ride, Robert Rummel, Joseph Sutter, Arthur Walker, Albert Wheelon, y Chuck Yeager. La comisión trabajó durante varios meses y publicó un informe con sus conclusiones. Encontró que el accidente del Challenger fue causado por un fallo en el sellado de una junta sobre el cohete sólido derecho, lo que permitió que los gases calientes presurizados finalmente crearan una llama de "fuga" de la junta tórica y hacer contacto con las juntas tóricas del tanque exterior adyacente, causando una falla estructural. El fracaso de las juntas tóricas se atribuyó a un diseño defectuoso, cuyo rendimiento puede ser comprometido demasiado fácilmente por factores que incluyen la baja temperatura del día de lanzamiento.

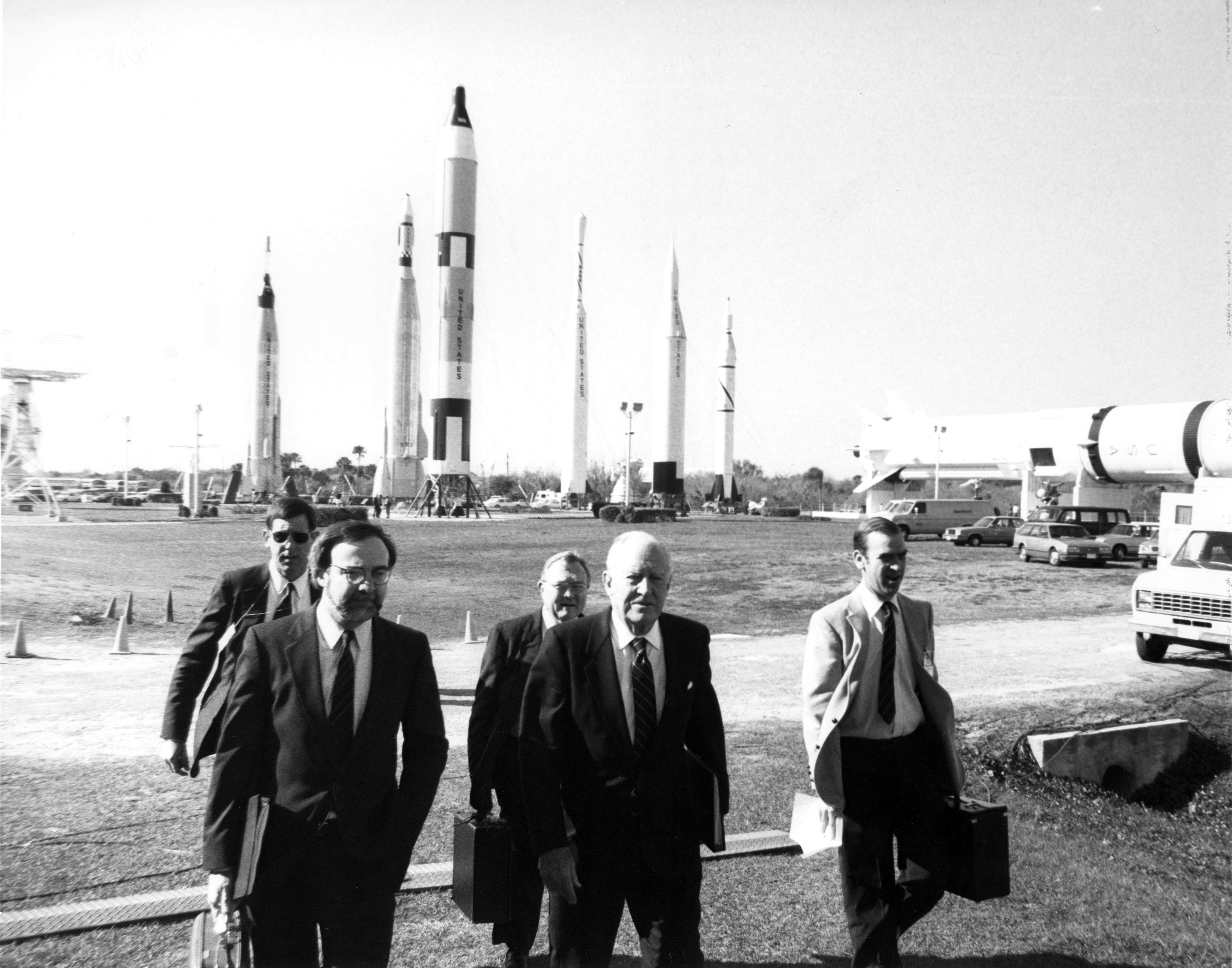
Miembros de la Comisión Rogers llegan al Centro Espacial Kennedy.

En términos más generales, el informe también considera las causas que contribuyeron al accidente. Lo más saliente fue el fracaso de la NASA y Morton Thiokol para responder adecuadamente al peligro que representa el diseño deficiente de la junta. En lugar de rediseñarla, llegaron a definir el problema como un riesgo de fuga aceptable. El informe encontró que los gerentes en Marshall sabían desde 1977 del diseño deficiente, pero nunca se discutió el problema fuera de sus canales de información con Thiokol —una flagrante violación de las regulaciones de la NASA.
Incluso haciéndose más evidente la gravedad de la falla, nadie en Marshall consideró poner en tierra a los transbordadores hasta que pudiera implementarse una solución. Por el contrario, los gerentes de Marshall fueron tan lejos como para emitir y renunciar a seis limitaciones de lanzamiento relacionados con las juntas tóricas. El informe también criticó fuertemente el proceso de toma de decisiones que condujo al lanzamiento del Challenger, diciendo que era gravemente deficiente.

...fallas en la comunicación... dieron lugar a una decisión de lanzar 51-L basada en información incompleta y algunas veces engañosa, un conflicto entre datos de ingeniería y juicios de gestión, y una estructura de gestión de la NASA que produjo problemas internos de seguridad de vuelo que eludieron claves de traslado del transbordador.
Richard Feynman

Uno de los miembros más conocidos de la Comisión fue el físico teórico Richard Feynman. Durante una audiencia televisada, demostró cómo a temperaturas heladas, las juntas tóricas se vuelven menos resistentes y falla la sujeción del sello, sumergiendo una muestra del material en un vaso de agua con hielo. Él era tan crítico de los defectos en la "cultura de seguridad" de la NASA, que amenazó con retirar su nombre del informe a menos que incluyeran sus observaciones personales acerca de la fiabilidad de la lanzadera, que aparecieron como Apéndice F. En dicho apéndice, argumentó que las estimaciones de la fiabilidad que ofrece la dirección de la NASA fueron salvajemente irreales, que diferían tanto como mil veces de las estimaciones de los ingenieros que trabajaban. "Para una tecnología exitosa", concluyó, "la realidad debe prevalecer sobre las relaciones públicas, porque no se puede engañar a la naturaleza."

## Audiencias del Comité de Cámara de EE. UU.
El Comité de Cámara de EE. UU. para la Ciencia y la Tecnología también realizó vistas, y el 29 de octubre de 1986 entregó su propio informe sobre el accidente del Challenger. El comité revisó los descubrimientos de la Comisión Rogers como parte de su investigación, y estuvo de acuerdo en cuanto a las causas técnicas del accidente. Sin embargo, difiere de la comisión en su determinación de las causas que contribuyeron al accidente.

...El Comité opina que el problema subyacente que condujo al accidente del Challenger no fueron ni comunicaciones ni procedimientos subyacentes deficientes, como lo deja entender la conclusión de la Comisión Rogers. El problema fundamental fue un toma inadecuada de decisiones técnicas a lo largo de un período de varios años por parte del personal de la NASA y los contratistas, que fueron incapaces de actuar de manera decisiva para resolver las anomalías cada vez más graves de las juntas de los cohetes aceleradores sólidos.

## Respuesta de la NASA

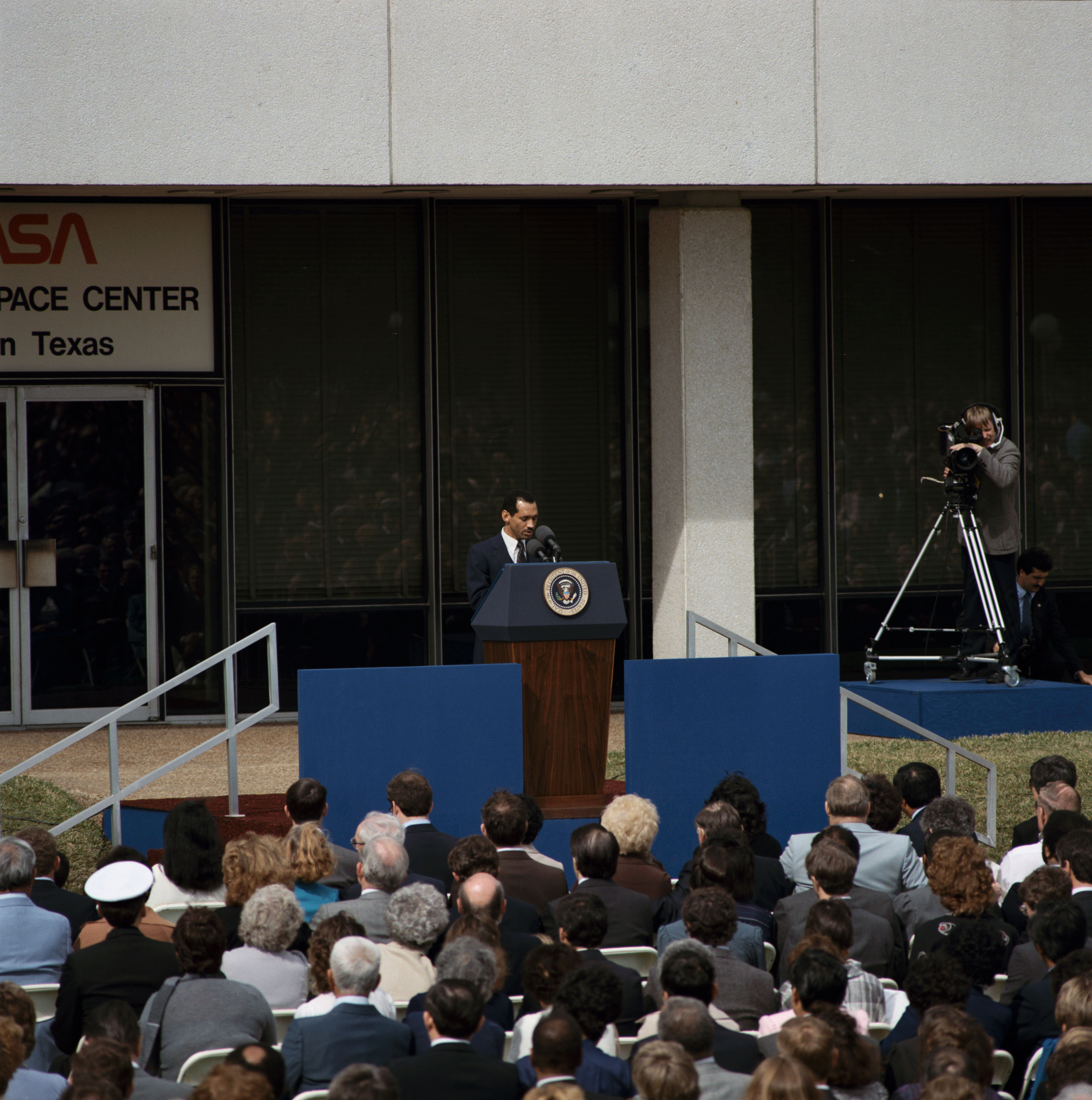
El astronauta Charles F. Bolden, Jr. lee un pasaje de la Biblia durante los servicios fúnebres para los siete miembros de la tripulación de 51-L que perdieron la vida a bordo del transbordador espacial Challenger en un accidente de Florida (NASA)

Tras el accidente del Challenger se detuvieron los vuelos de transbordadores, a la espera de los resultados de la investigación de la Comisión Rogers. Mientras que la NASA había llevado a cabo una investigación interna tras el incendio del Apolo 1 en 1967, sus acciones después del Challenger estuvieron más restringidas por las opiniones de organismos externos. La Comisión Rogers hizo nueve recomendaciones para mejorar la seguridad del programa del transbordador espacial, y el presidente Reagan ordenó a la NASA que preparara un informe en treinta días explicando cómo pensaba implementar estas recomendaciones.
Cuando ocurrió el desastre, la Fuerza Aérea había realizado grandes modificaciones en el Complejo de lanzamiento espacial Vandenberg 6 (SLC-6, que se pronuncia como "Slick Six") en la Base Vandenberg en California, para el lanzamiento y operaciones de aterrizaje de lanzamientos clasificados de trasbordadores para satélites en órbita polar, y estaba planeando su primer vuelo polar para el 15 de octubre de 1986. Construido originalmente para el proyecto Manned Orbital Laboratory (Laboratorio Orbital Tripulado) cancelado en 1969, realizar modificaciones resultaba problemático y costoso, costando más de $ 4 mil millones. La pérdida del Challenger motivó a la Fuerza Aérea a poner en marcha una cadena de eventos que finalmente llevó el 13 de mayo de 1988, a la decisión de cancelar sus planes de lanzamiento del transbordador Vandenberg, en favor del vehículo de lanzamiento no tripulado Titan IV.
En respuesta a las recomendaciones de la comisión, la NASA emprendió un rediseño completo de los cohetes aceleradores sólidos del transbordador espacial, examinado por un grupo supervisor independiente, tal como lo estipulaba la comisión. El contrato de la NASA con Morton Thiokol, el contratista encargado de los cohetes aceleradores sólidos, incluyó una cláusula que señalaba que en caso de un fallo que provocara la "pérdida de vidas o misiones", Thiokol renunciaría a 10 millones de dólares de sus incentivos y aceptaría formalmente la responsabilidad legal del fallo. Tras el accidente del Challenger, Thiokol se mostró dispuesto a "aceptar voluntariamente" esta pena monetaria a cambio de no ser obligado a aceptar la responsabilidad.
La NASA también creó una nueva Oficina de Garantía de Seguridad, Fiabilidad y Calidad, que tal como lo había especificado la comisión, estaría encabezada por un administrador no numerario de la NASA que debía informar directamente al administrador de la NASA. George Martin, antiguo trabajador de Martin Marietta, fue nombrado para este cargo. El antiguo director de vuelo del Challenger, Jay Greene, se convirtió en el jefe del Departamento de Seguridad del directorio.
El ritmo de lanzamientos excesivamente optimista de la NASA había sido criticado por la Comisión Rogers como una posible causa que contribuyó al accidente. Después del mismo, la NASA intentó seguir un ritmo de vuelos más realista: añadió un nuevo orbitador, el Endeavour a la flota de transbordadores para sustituir al Challenger, y trabajó con el Departamento de Defensa para poner más satélites en órbita utilizando vehículos de lanzamiento desechables en lugar del transbordador. En agosto de 1986, el presidente Reagan también anunció que el transbordador ya no llevaría más satélites comerciales. Después de una pausa de 32 meses, la próxima misión del transbordador, la STS-26, se elevó el 29 de septiembre de 1988.
Aunque la NASA implementó cambios significativos tras el accidente del Challenger, muchos comentaristas han argumentado que los cambios en su estructura administrativa y cultura organizacional no fueron ni profundos ni duraderos. Tras el accidente del transbordador espacial Columbia en 2003, la atención se concentró de nuevo sobre la actitud de los gestores de la NASA hacia la seguridad. La Junta de Investigación del Accidente del Columbia (CAIB, de las siglas en inglés Columbia Accident Investigation Board) llegó a la conclusión de que la NASA no había aprendido muchas de las lecciones del Challenger. En particular, la agencia no había creado una oficina realmente independiente para supervisar la seguridad; la CAIB opinó que, en este ámbito, "la respuesta de la NASA a la Comisión Rogers no se correspondía con la intención de la Comisión". La CAIB opinó que "las causas del fallo institucional que provocaron [el accidente del] Challenger no han sido resueltas", diciendo que el mismo "proceso de toma de decisiones deficiente" que causó el accidente del Challenger tuvo la culpa de la destrucción del Columbia diecisiete años más tarde.

### Cobertura periodística
Aunque la presencia de la maestra de Nuevo Hampshire Christa McAuliffe entre los tripulantes del Challenger había suscitado un cierto interés por parte de los medios, no hubo demasiadas transmisiones en directo del lanzamiento. La única emisión nacional de televisión en directo abierta al público era la de la CNN, aunque algunos canales de radio también transmitieron en directo. Debida a la presencia de McAuliffe en la misión, la NASA había hecho gestiones para que muchas escuelas públicas de Estados Unidos vieran el lanzamiento en directo por NASA TV. Así, muchos de los que eran estudiantes de Escuela en los Estados Unidos en 1986 tuvieron la oportunidad de ver el Lanzamiento en directo. Sin embargo, después del accidente, 17 % de los encuestados en un estudio afirmaron haber visto el lanzamiento del transbordador, mientras que un 85 % dijeron que se habían enterado del accidente en la hora siguiente. Como lo recogieron los autores del artículo, "solo dos estudios han revelado una diseminación más rápida [de las noticias]" (uno de estos estudios fue sobre la diseminación de la noticia en Dallas tras el asesinato de John F. Kennedy, mientras que el otro fue sobre la diseminación de la noticia entre los estudiantes de la Universidad Estatal de Kent después de la muerte del Presidente Franklin D. Roosevelt). Otro estudio destaca que "era casi seguro que inclusive aquellos que no estuvieran mirando la televisión en el momento del desastre vieran imágenes del accidente repetidas, con los canales de televisión informando sobre la noticia casi continuamente durante todo el día". Los niños todavía tenían más probabilidad de haber visto el accidente en directo, pues muchos de ellos (un 48 % de los niños de entre nueve y trece años, según una encuesta del New York Times) vieron el lanzamiento desde la escuela.
La prensa continuó mostrando un gran interés después del día del accidente. Mientras que no más de 535 periodistas tenían acreditación para cubrir el lanzamiento, tres días después había 1467 periodistas en el Centro Espacial Kennedy y 1040 más en el Centro Espacial Johnson. El evento copó los titulares de periódicos de todo el mundo.

### Uso como estudio de caso
Frecuentemente se utiliza al accidente del Challenger como estudio de caso a la hora de tratar temas como la seguridad en la ingeniería, la ética de la denuncia de la propia empresa, las comunicaciones, la toma de decisiones en grupo y los peligros del pensamiento de grupo. Es una de las lecturas obligatorias por los ingenieros que quieren una licencia profesional en Canadá y otros países. Roger Boisjoly, el ingeniero que había dado la alerta sobre el efecto del tiempo frío sobre las juntas tóricas, dejó su trabajo en Moron Thiokol y se dedicó a dar conferencias sobre la ética en el lugar de trabajo. Argumenta que la reunión convocada por los directores de Morton Thiokol, que acabaron recomendando el lanzamiento, "constituyó el foro de toma de decisión no ética como resultado de una intensa intimidación por parte del cliente". Su honestidad e integridad antes y justo después del desastre del Challenger le valieron el Premio para la Libertad y Responsabilidad Científica de la Asociación Americana para el Avance de la Ciencia. Muchas escuelas y universidades también han utilizado el accidente en cursos sobre la ética de la ingeniería.
El diseñador de información Edward Tufte ha utilizado el accidente del Challenger como un ejemplo de los problemas que puede causar la falta de claridad a la hora de presentar información. Argumenta que si los ingenieros de Morton Thiokol hubieran presentado de manera más clara los datos que tenían sobre la relación entre las temperaturas frías y la incineración de las juntas de los cohetes aceleradores sólidos, quizá habrían logrado convencer a los administradores de la NASA de que cancelaran el lanzamiento. Tufte también ha argumentado que la mala presentación de información podría haber afectado las decisiones de la NASA durante el último vuelo del Columbia.

### Continuación del programa del transbordador espacial
Tras el accidente, la flota de transbordadores espaciales de la NASA permaneció en tierra durante casi tres años, mientras se producían la investigación, las vistas, el rediseño de los SRB y otras revisiones técnicas y administrativas entre bastidores. A las 11:37 del 29 de septiembre de 1988, el transbordador espacial Discovery despegó con cinco tripulantes a bordo de la plataforma de lanzamiento 39-B del Centro Espacial Kennedy (KSC). Llevaba un satélite de seguimiento y relé de datos, el TDRS-C (llamado TDRS-3 después de ser puesto en acción), para sustituir al TDRS-B, el satélite que fue lanzado y destruido con el Challenger. El lanzamiento de "retorno al vuelo" del Discovery también representaba la puesta a prueba de los aceleradores rediseñados, un cambio hacia una posición conservadora en cuanto a la seguridad (por ejemplo, la tripulación se elevó en trajes presurizados por primera vez desde el STS-4, el último de los cuatro vuelos de prueba del transbordador) y la oportunidad de volver al orgullo nacional en el programa espacial estadounidense, sobre todo en cuanto al vuelo tripulado. La misión STS-26 fue todo un éxito (con solo dos fallos menores del sistema: un sistema de refrigeración de la cabina y una antena de banda Ku), y fue seguida por un programa regular de vuelos del transbordador, que continuaron sin interrupción hasta en el accidente del Columbia.
Barbara Morgan, la astronauta sustituta de McAuliffe que había entrenado con ella por el programa Teacher in Space y estaba en el KSC viendo el lanzamiento el 28 de enero de 1986, voló en la STS-118 como especialista de misión en agosto de 2007.

## Filmografía
Este accidente fue presentado en el programa de televisión Segundos catastróficos, titulado "El transbordador espacial Challenger", transmitido en National Geographic Channel.